# Krétai datolyapálma
A krétai datolyapálma (Phoenix theophrasti) az egyszikűek (Liliopsida) osztályának a pálmavirágúak (Arecales) rendjébe, ezen belül a pálmafélék (Arecaceae) családjába tartozó faj.

## Származása, elterjedése
A Földközi-tenger keleti medencéjében honos, de rendkívül korlátozott elterjedésű. Kréta szigetén és más környező szigeteken, valamint Törökország délnyugati részén, a Datça és Bodrum félszigeteken található meg. Kréta szigetének északkeleti részén levő Vai üdülőtelepülésnél található Európa legnagyobb természetes pálmaerdeje, amelynek domináns faja a krétai datolyapálma. A lószőrpálma (Chamaerops humilis) mellett a másik, Európában természetesen előforduló pálmafaj.

## Megjelenése
Közepes méretű pálma, de akár 15 méter magasra is megnőhet. Törzse gyakran, jellemzően sarjadzik.
A szürkés zöld levelei sűrű koronát alkotnak. Tüskés szárú alapi részei rombusz alakú mintázatot mutatnak. Hasonlóan a többi datolyapálmához, e faj levélszárnyai is V alakban összehajtottak és a levélkék kihegyezett csúcsúak. A levelek hossza elérheti a 2-3 métert is. Virágzáskor halvány krémszínű virágok tömege jelenik meg a levelek közül. Csonthéjas termésű gyümölcse sárgás barna színű, ovális alakú (1,5 centiméter hosszú és 1 centiméter átmérőjű), egy magot tartalmaz. Sovány húsú termése ehető, de mezőgazdasági jelentősége elenyésző.

## Képek

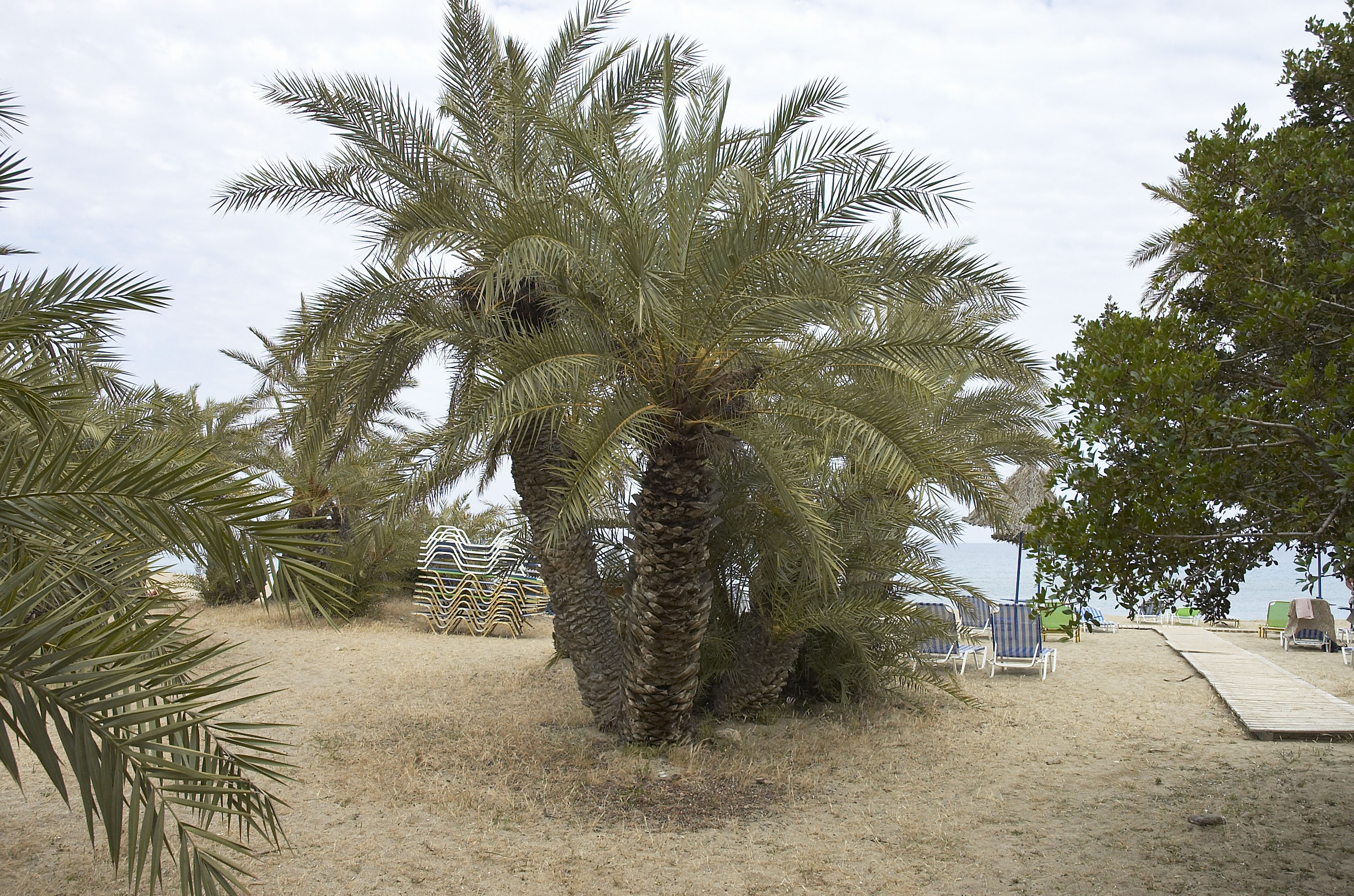
a növény
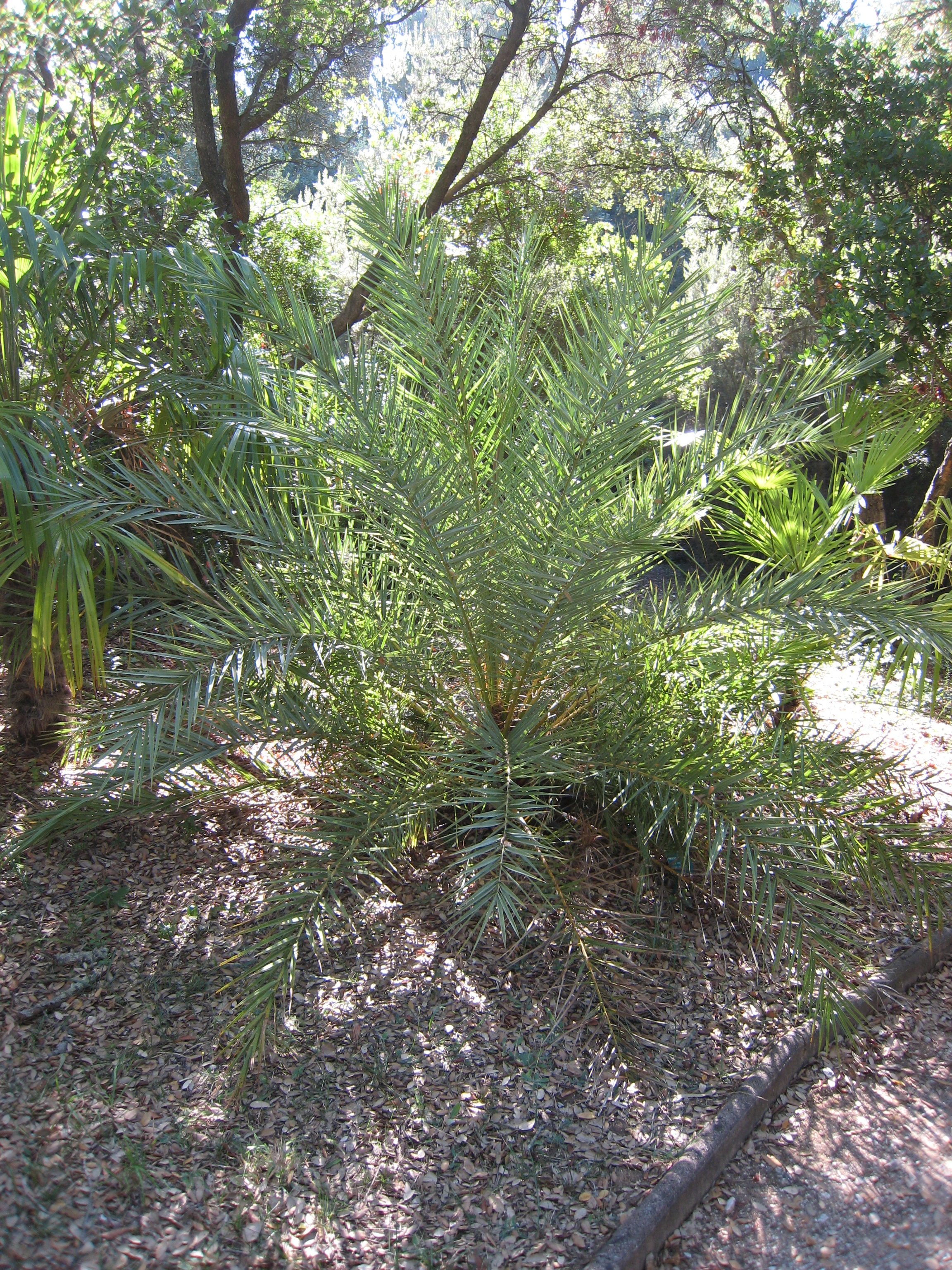
fiatal példány
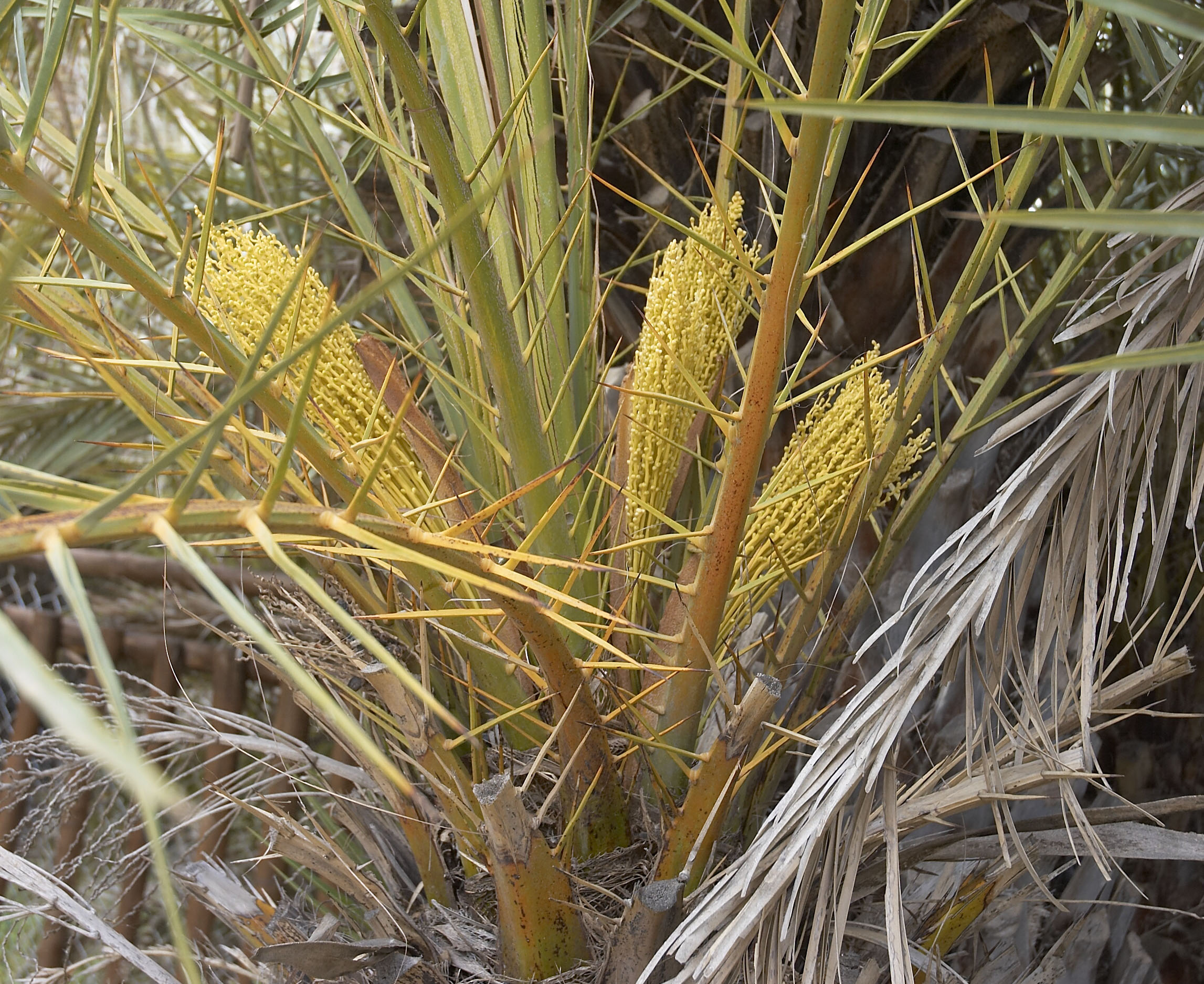
virágzatai
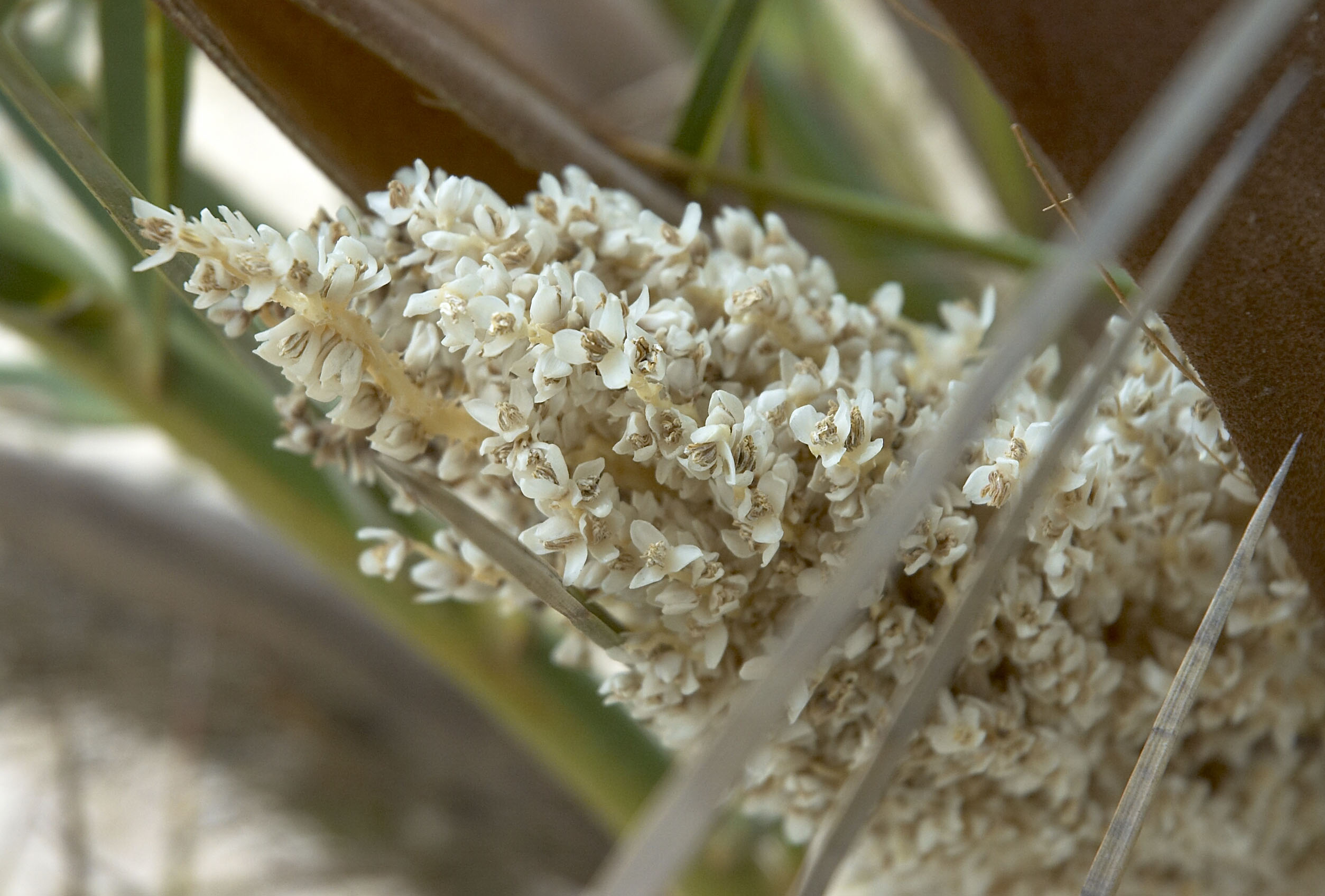
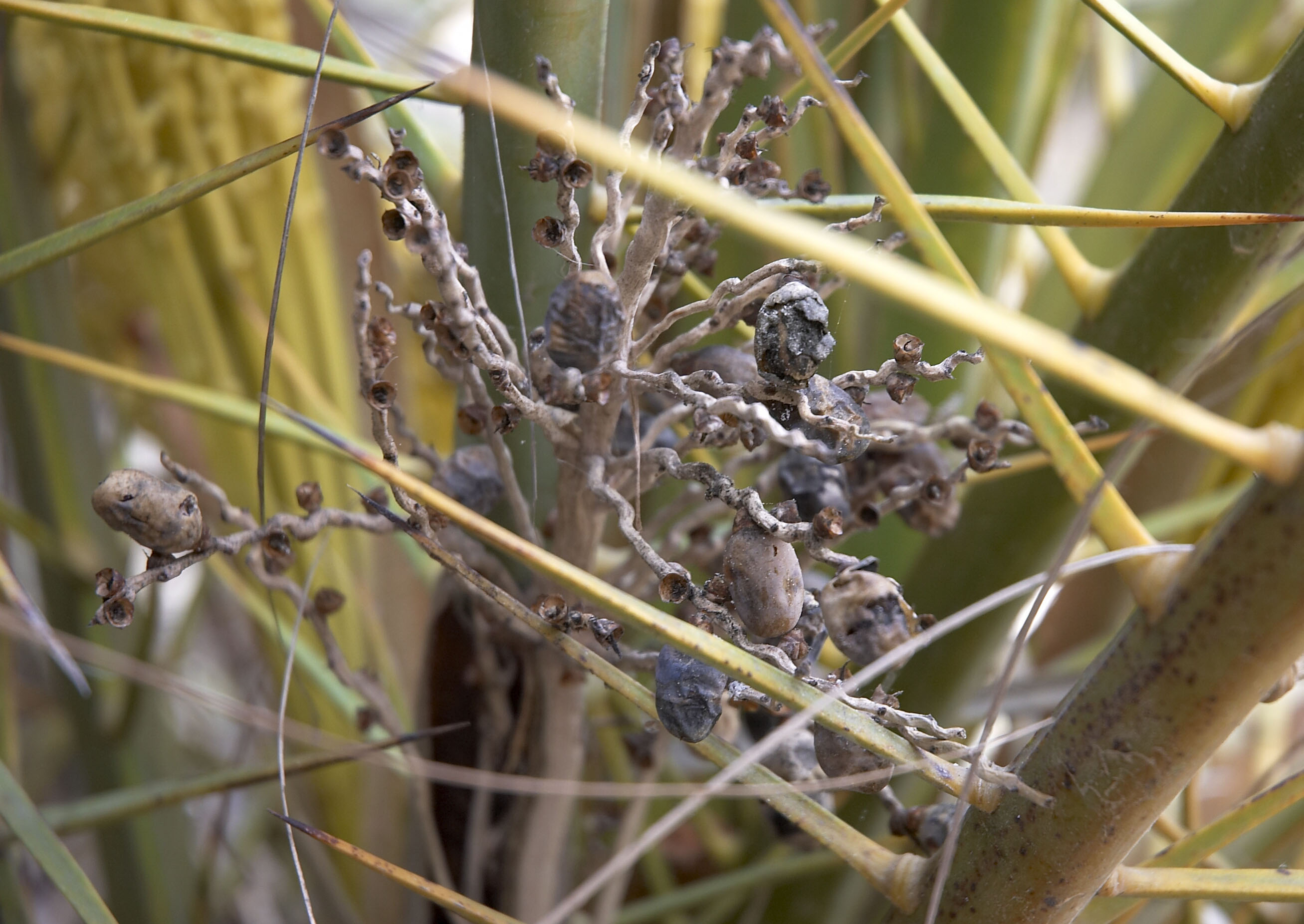
termései
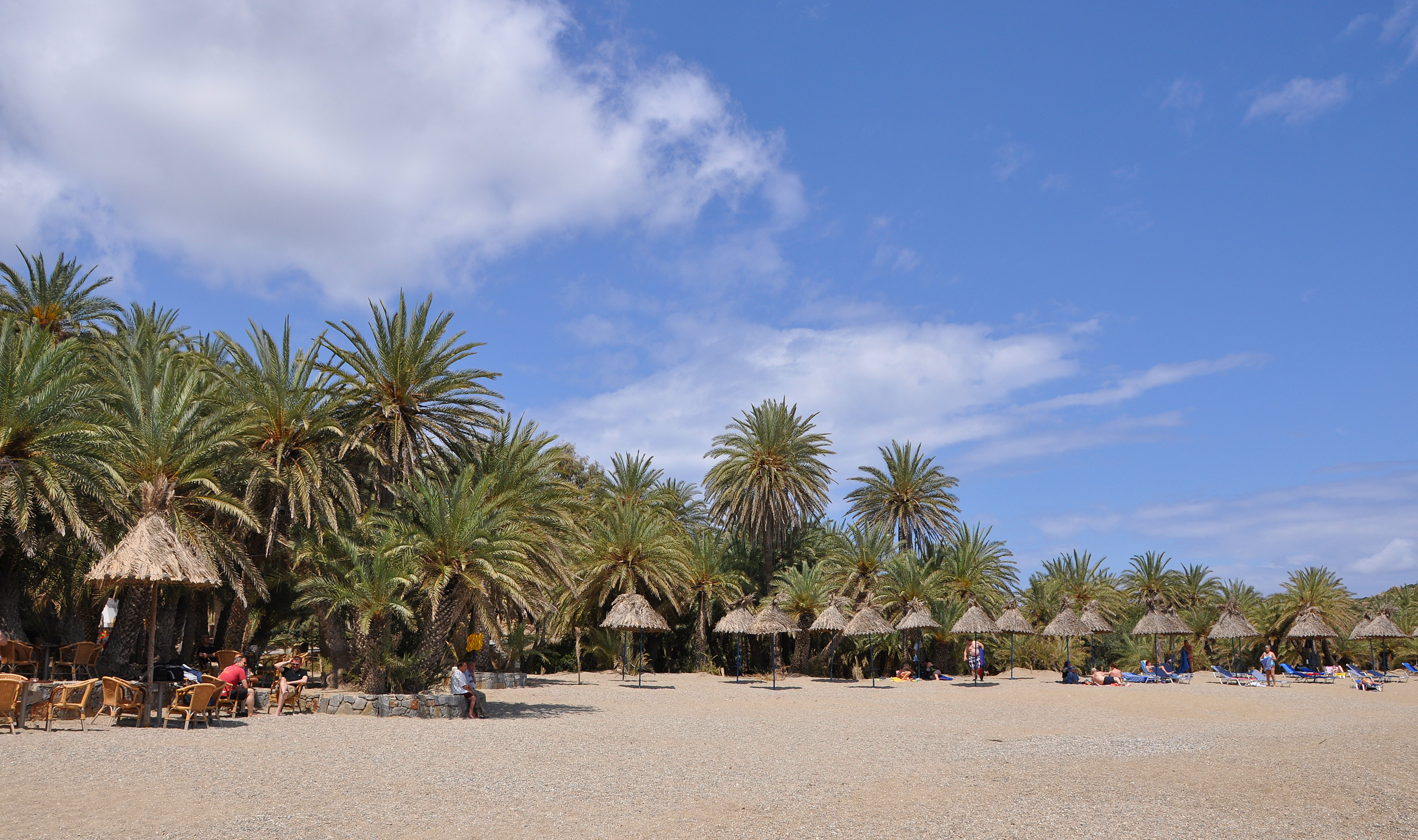
turistáknak árnyékot tartva
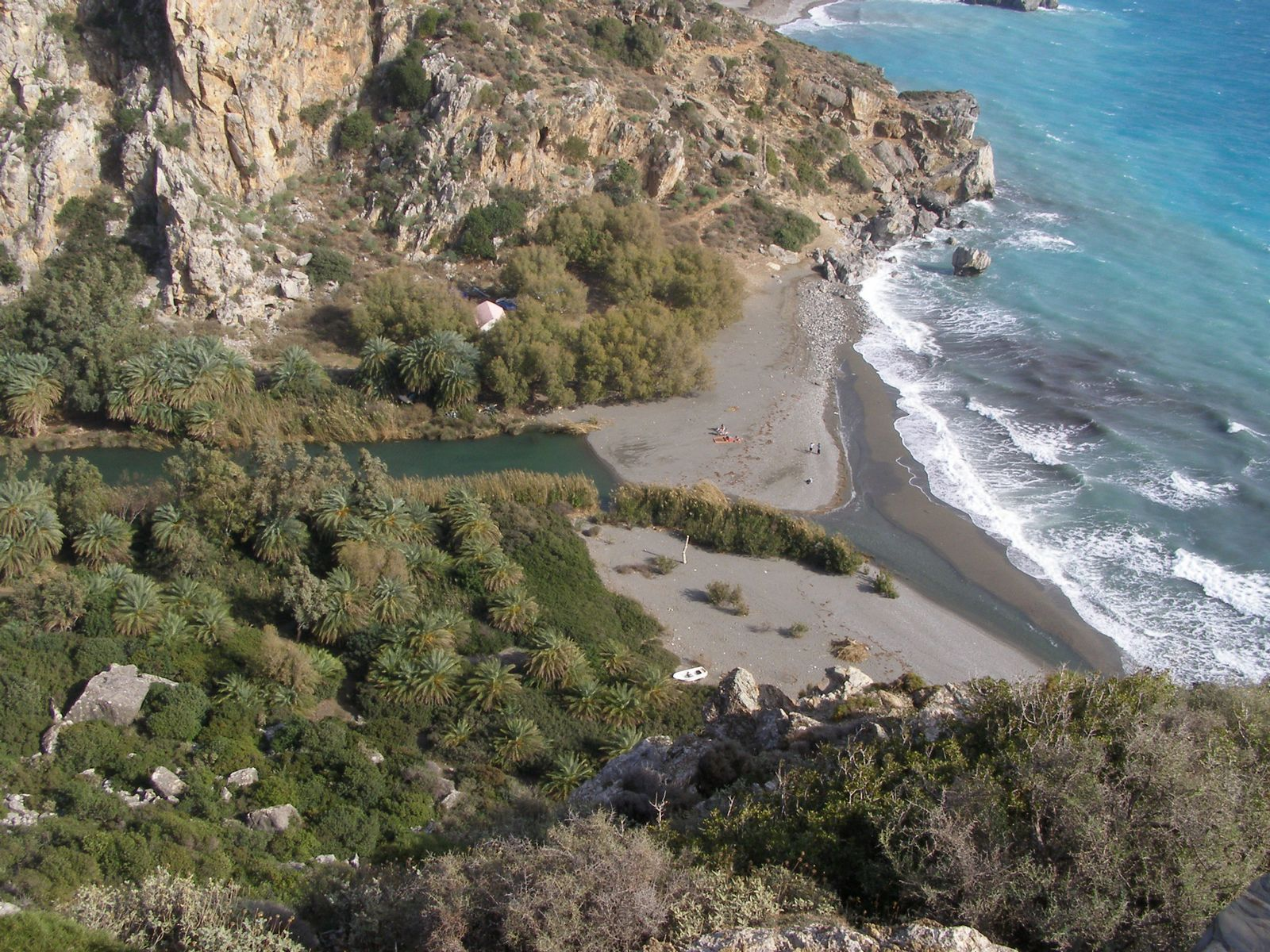
vad állomány